# Christian Dvorak
Christian Dvorak, född 2 februari 1996, är en amerikansk professionell ishockeyforward som spelar för Montreal Canadiens i National Hockey League (NHL).
Han har tidigare spelat för Arizona Coyotes i NHL; Portland Pirates och Tucson Roadrunners i American Hockey League (AHL); London Knights i Ontario Hockey League (OHL) samt Chicago Steel i United States Hockey League (USHL).
Dvorak draftades av Arizona Coyotes i andra rundan i 2014 års draft som 58:e spelare totalt.

## Statistik
| 2009–2010  | Chicago Mission U13 | T1EHL      | 31  | 33 | 17  | 50  | 14  | —  | —  | —  | —  | — |
| 2010–2011  | Chicago Mission U14 | T1EHL      | 22  | 10 | 14  | 24  | 0   | —  | —  | —  | —  | — |
| 2011–2012  | Chicago Mission U16 | HPHL       | 29  | 21 | 24  | 45  | 2   | —  | —  | —  | —  | — |
| 2012–2013  | Chicago Mission U18 | HPHL       | 31  | 19 | 33  | 52  | 4   | —  | —  | —  | —  | — |
|            | Chicago Steel       | USHL       | 9   | 2  | 3   | 5   | 2   | —  | —  | —  | —  | — |
| 2013–2014  | London Knights      | OHL        | 33  | 6  | 8   | 14  | 0   | —  | —  | —  | —  | — |
| 2014–2015  | London Knights      | OHL        | 66  | 41 | 68  | 109 | 24  | 10 | 5  | 8  | 13 | 0 |
|            | Portland Pirates    | AHL        | 2   | 1  | 1   | 2   | 4   | 5  | 0  | 1  | 1  | 0 |
| 2015–2016  | London Knights      | OHL        | 59  | 52 | 69  | 121 | 27  | 18 | 14 | 21 | 35 | 4 |
| 2016–2017  | Arizona Coyotes     | NHL        | 78  | 15 | 18  | 33  | 22  | —  | —  | —  | —  | — |
| 2017–2018  | Arizona Coyotes     | NHL        | 78  | 15 | 22  | 37  | 22  | —  | —  | —  | —  | — |
| 2018–2019  | Arizona Coyotes     | NHL        | 20  | 2  | 5   | 7   | 2   | —  | —  | —  | —  | — |
|            | Tucson Roadrunners  | AHL        | 2   | 0  | 0   | 0   | 0   | —  | —  | —  | —  | — |
| 2019–2020  | Arizona Coyotes     | NHL        | 70  | 18 | 20  | 38  | 12  | 9  | 2  | 1  | 3  | 0 |
| 2020–2021  | Arizona Coyotes     | NHL        | 56  | 17 | 14  | 31  | 12  | —  | —  | —  | —  | — |
| 2021–2022  | Montreal Canadiens  | NHL        | 56  | 11 | 22  | 33  | 24  | —  | —  | —  | —  | — |
| 2022–2023  | Montreal Canadiens  | NHL        | 64  | 10 | 18  | 28  | 6   | —  | —  | —  | —  | — |
| NHL totalt | NHL totalt          | NHL totalt | 422 | 88 | 119 | 207 | 100 | 9  | 2  | 1  | 3  | 0 |
| AHL totalt | AHL totalt          | AHL totalt | 4   | 1  | 1   | 2   | 4   | 5  | 0  | 1  | 1  | 0 |
| OHL totalt | OHL totalt          | OHL totalt | 158 | 99 | 145 | 244 | 51  | 28 | 19 | 29 | 48 | 4 |

### Internationellt
| Källa: Uppdaterad: 2020-08-29 | Källa: Uppdaterad: 2020-08-29 | Källa: Uppdaterad: 2020-08-29 |               | Utv = Utvisningsminuter | Utv = Utvisningsminuter | Utv = Utvisningsminuter | Utv = Utvisningsminuter | Utv = Utvisningsminuter |
| År                            | Lag                           | Mästerskap                    | Matcher       | Mål                     | Assists                 | Poäng                   | Utv                     |                         |
| ----------------------------- | ----------------------------- | ----------------------------- | ------------- | ----------------------- | ----------------------- | ----------------------- | ----------------------- | ----------------------- |
| 2016                          | USA                           | JVM                           | 7             | 3                       | 5                       | 8                       | 8                       |                         |
| 2017                          | USA                           | VM                            | 8             | 1                       | 0                       | 1                       | 6                       |                         |
| Junior totalt                 | Junior totalt                 | Junior totalt                 | Junior totalt | 7                       | 3                       | 5                       | 8                       | 8                       |
| Senior totalt                 | Senior totalt                 | Senior totalt                 | Senior totalt | 8                       | 1                       | 0                       | 1                       | 6                       |